# Eden Roc (Hawaii)
Eden Roc è un census-designated place (CDP) degli Stati Uniti d'America, situato nello stato delle Hawaii, nella contea di Hawaii.